# Jan Wuytens
Jan Wuytens (wym. [ˈjɑn ˈʋœy.təns]; ur. 9 czerwca 1985 w Hasselt) – belgijski piłkarz grający na pozycji obrońcy. Jest krewnym Stijna Wuytensa, piłkarza PSV Eindhoven.

## Życiorys
Karierę rozpoczął w PSV Eindhoven, w którym nie zagrał jednak w żadnym seniorskim meczu. Następnie przeniósł się do klubu Heracles Almelo, gdzie występował przez 4 sezony. W 2009 roku został zawodnikiem FC Utrecht. W 2013 roku przeszedł do AZ Alkmaar. W latach 2017–2018 grał w KSC Hasselt.

## Statystyki
| Sezon     | Klub            | Liga       | Mecze | Gole |
| --------- | --------------- | ---------- | ----- | ---- |
| 2005/2006 | Heracles Almelo | Eredivisie | 14    | 0    |
| 2006/2007 | Heracles Almelo | Eredivisie | 6     | 0    |
| 2007/2008 | Heracles Almelo | Eredivisie | 30    | 0    |
| 2008/2009 | Heracles Almelo | Eredivisie | 29    | 5    |
| 2009/2010 | FC Utrecht      | Eredivisie | 31    | 2    |
| 2010/2011 | FC Utrecht      | Eredivisie | 32    | 2    |
| 2011/2012 | FC Utrecht      | Eredivisie | 23    | 0    |
| 2012/2013 | FC Utrecht      | Eredivisie | 33    | 2    |
| 2013/2014 | AZ Alkmaar      | Eredivisie | 26    | 0    |
| 2014/2015 | AZ Alkmaar      | Eredivisie | 5     | 0    |
| 2015/2016 | AZ Alkmaar      | Eredivisie | 0     | 0    |